# Dives-floden
Dives er en 105 km lang flod i Pays d'Auge i Normandiet i Frankrig. Den flyder ud i Den engelske kanal i Cabourg.
Flodens udspring ligger nær Exmes, i Orne departmentet. Dives flyder i nordlig retning gennem følgende departementer og byer:
- Orne: Trun
- Calvados: Morteaux-Coulibœuf, Saint-Pierre-sur-Dives, Troarn, Dives-sur-Mer, Cabourg

Dives er officielt sejlbar op til broen ved Putot-en-Auge om end der er højderestriktioner. Ingen lystsejlere eller fiskerbåde sejler længere end til Pont de la Dives som forbinder Dives-sur-Mer med Cabourg, 1 km fra flodens udmunding i Den engelske kanal.
Den sidste kilometer af Dives er en stor bue, som omkredser en kunstig havn og feriestedet Port Guillaume. Floden forhindres i at nå Den engelske kanal af en kilometer land klit, der kaldes Le cap Cabourg.
Dives udmunding var stedet hvor Wilhelm Erobreren vandt en af sine mest afgørende sejre i 1057, over de forenede hære fra Frankrig og Anjou. Senere i 1066 samlede hertug Wilhelm sin hær og flåde på stedet for den tidligere sejr og invaderede herfra England . 